# Église Notre-Dame-de-la-Visitation de Rochefort
L'église de la Visitation-de-la-Sainte-Vierge, ou église Notre-Dame-de-la-Visitation, est un édifice religieux catholique de la ville de Rochefort (Belgique) et le siège d'un doyenné.

## Historique
Conçue par l'architecte bruxellois Jean-Pierre Cluysenaar, l'église est ouverte au culte le 24 mai 1874 et inaugurée le 11 novembre de la même année par Théodore Gravez, évêque de Namur.

## Description
L'église est construite dans le style néo-roman. Le calcaire de la région a été choisi comme matériau. La façade centrale, flanquée de deux tours, est ornée d'une rosace et porte au centre huit statues.

## Galerie

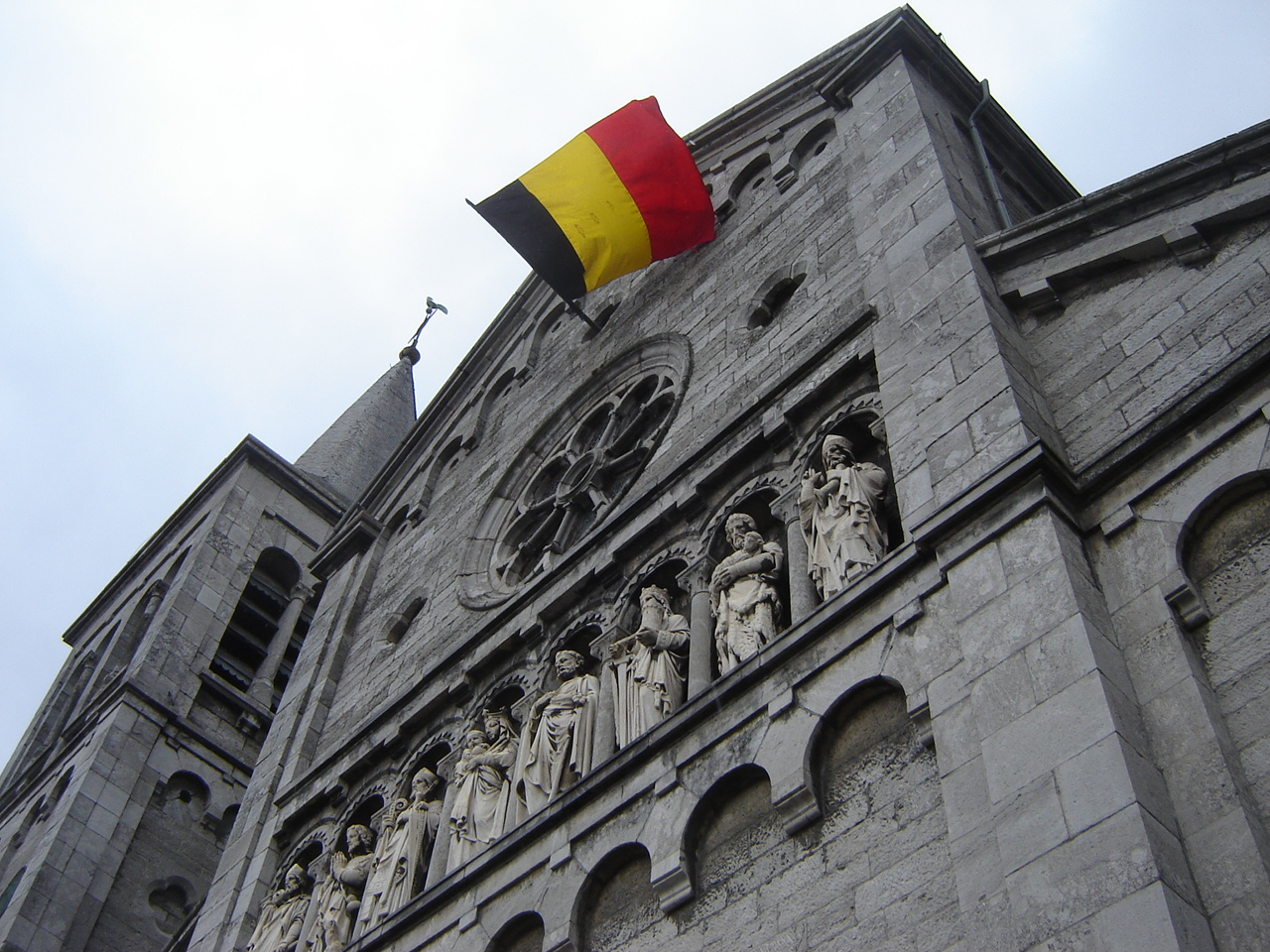
Façade centrale.
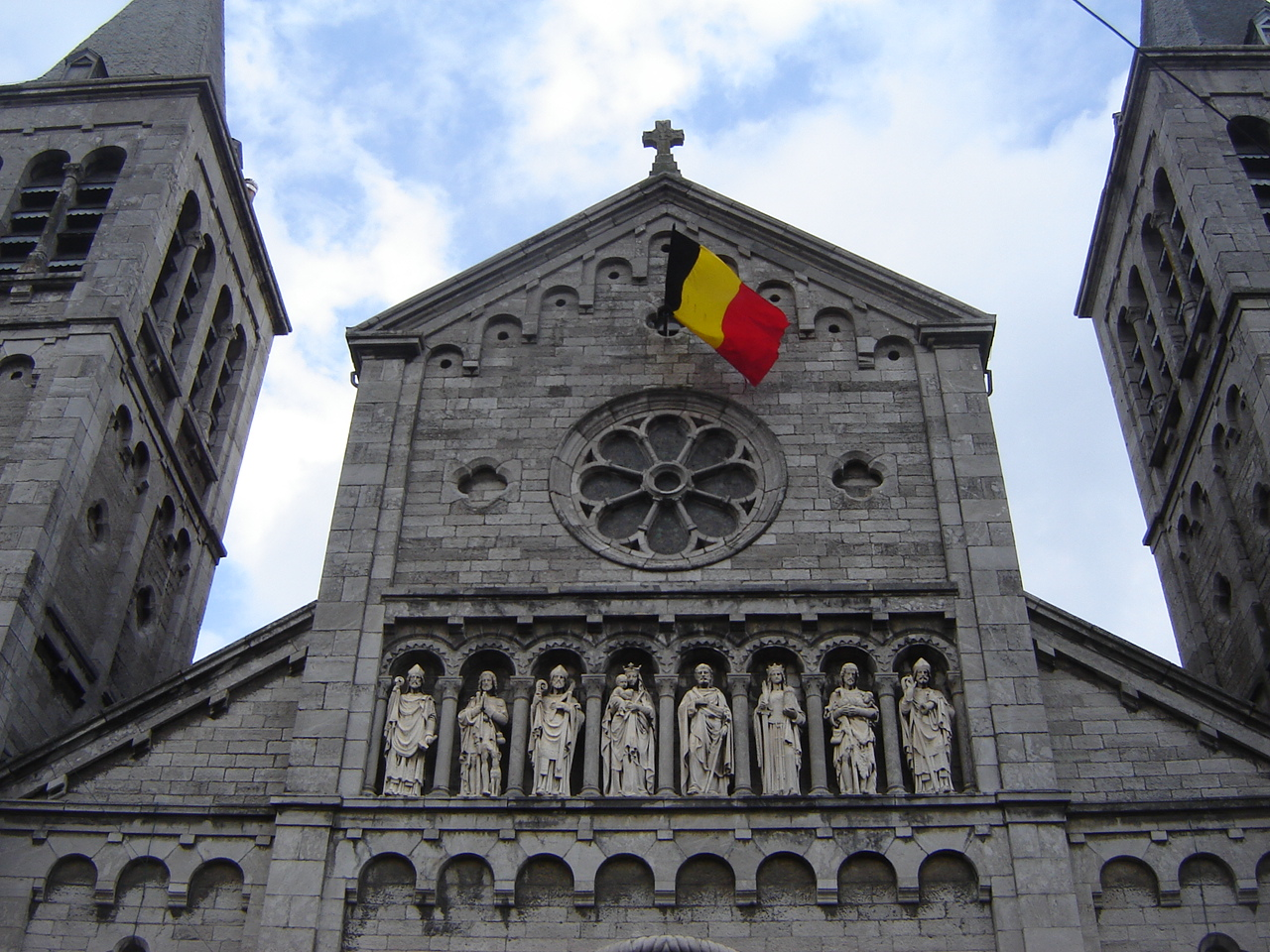
Façade centrale.
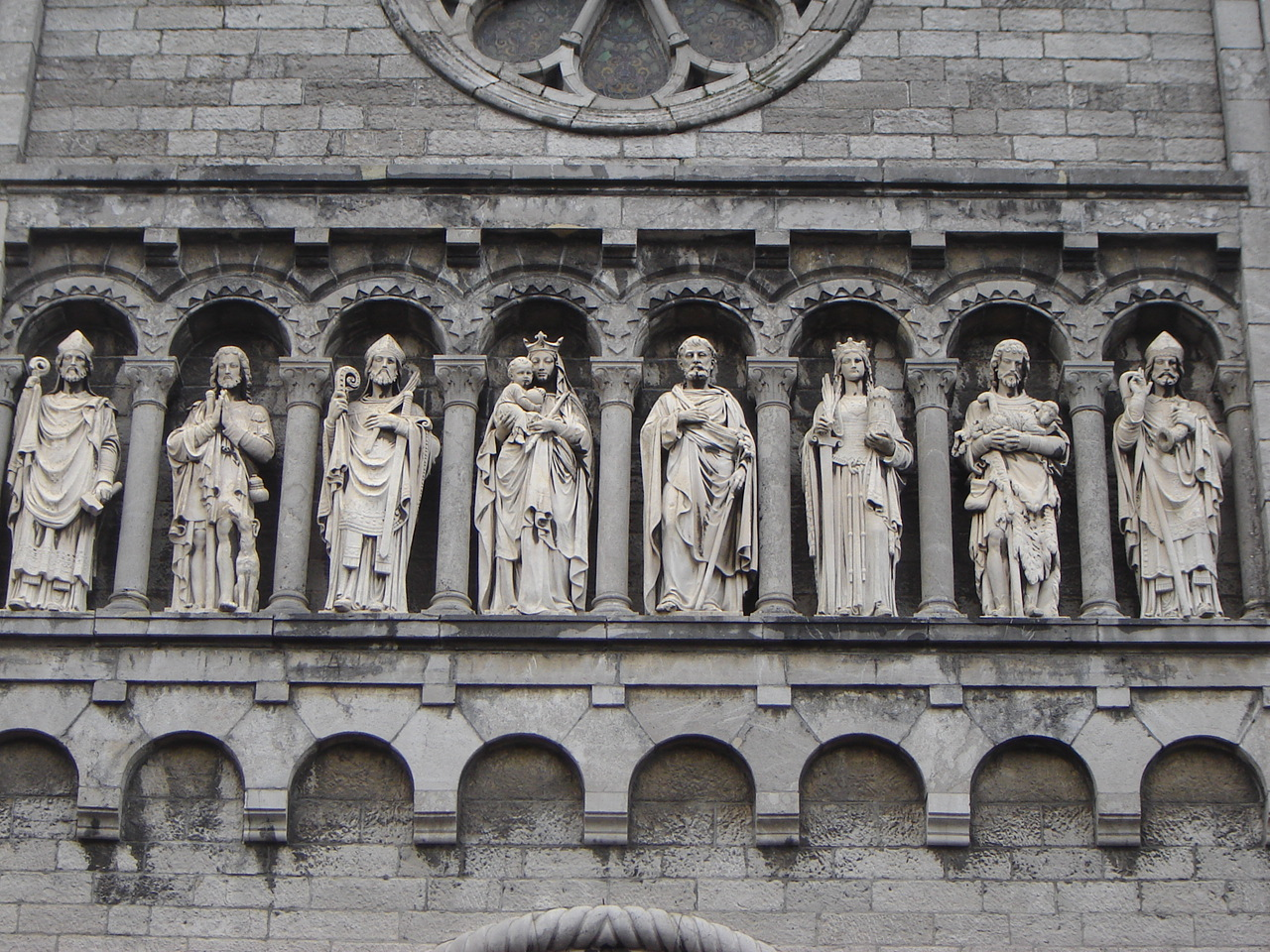
Les huit statues.
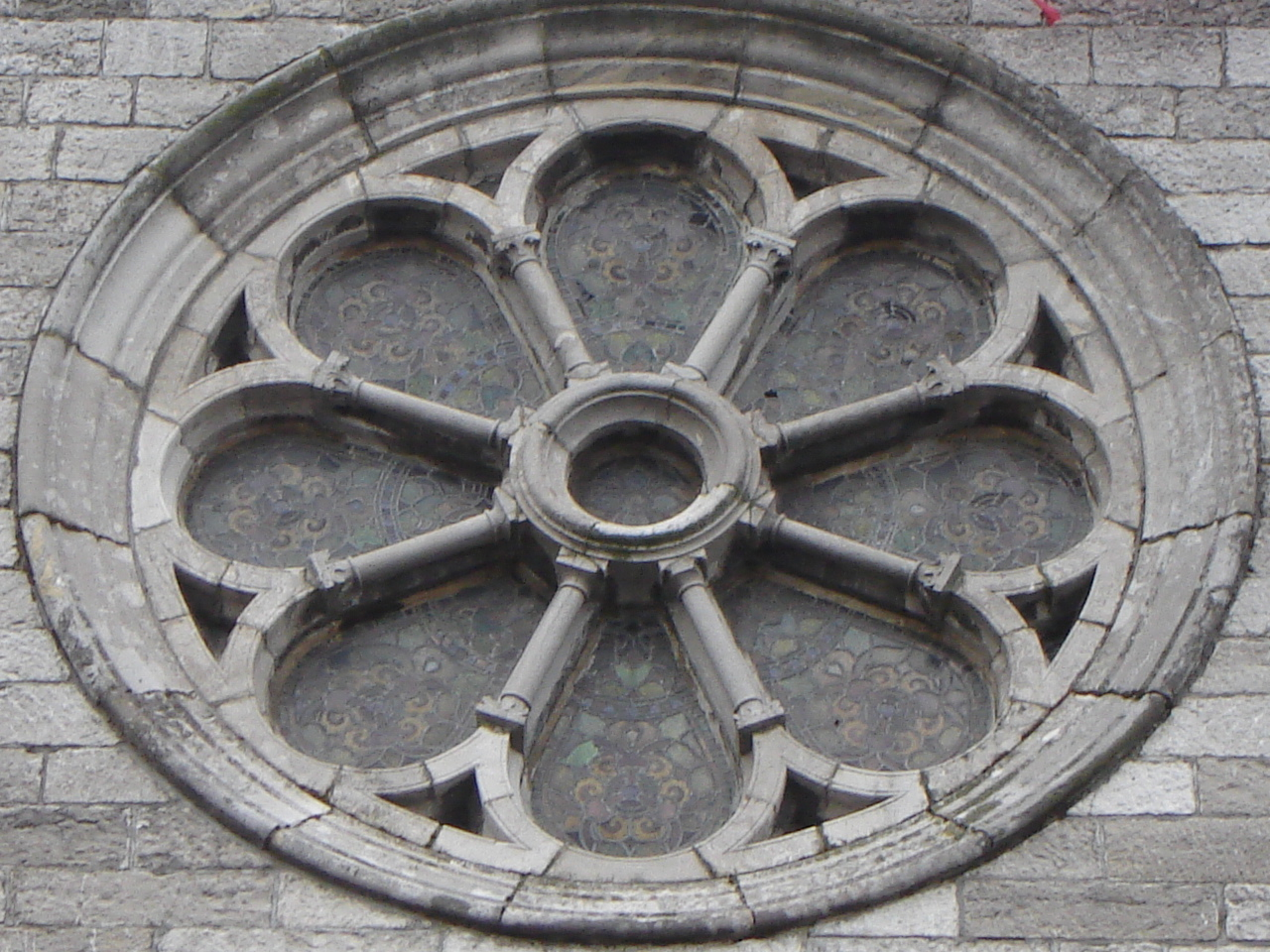
Rosace.
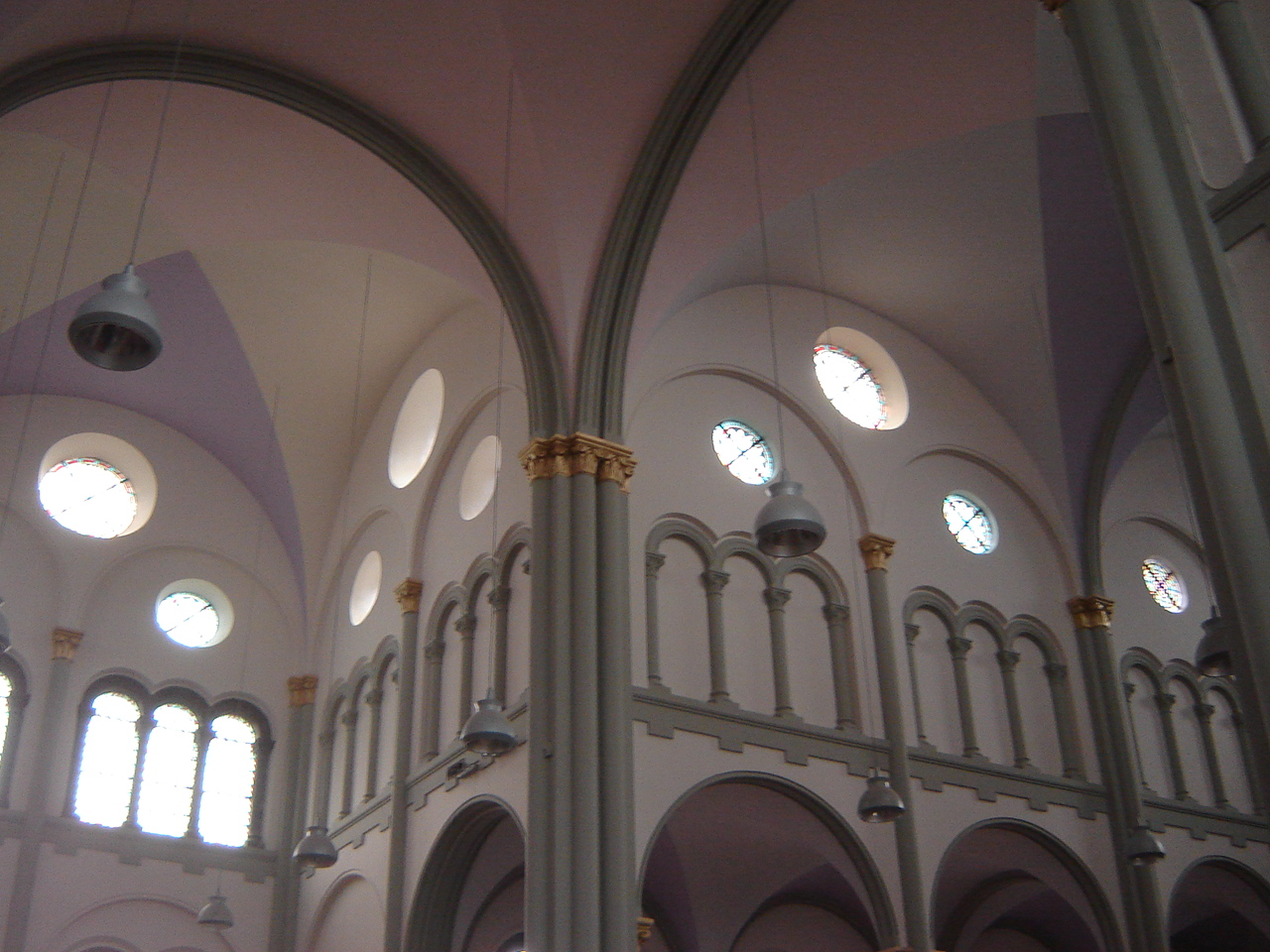
Intérieur.
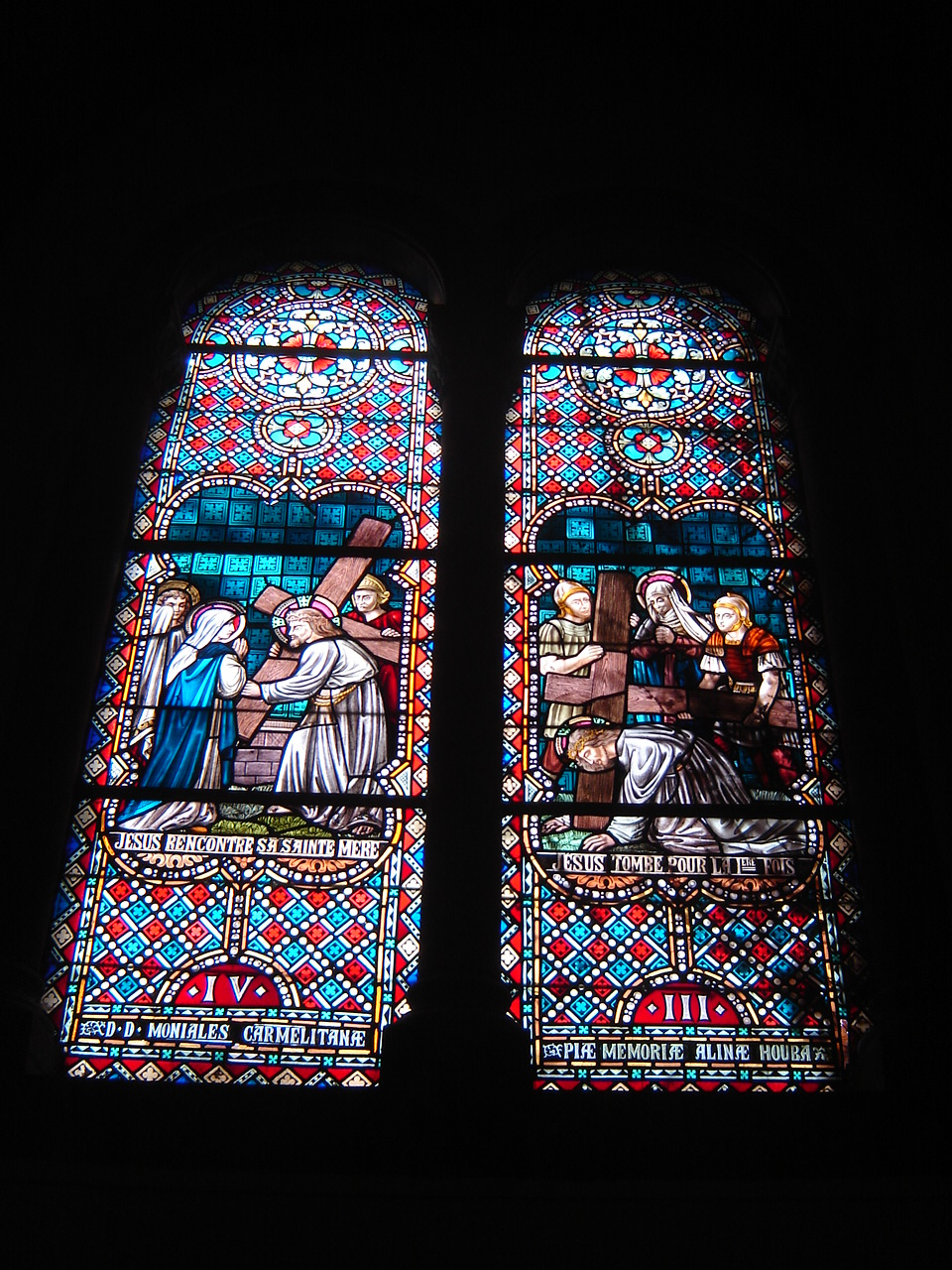
Vitrail.
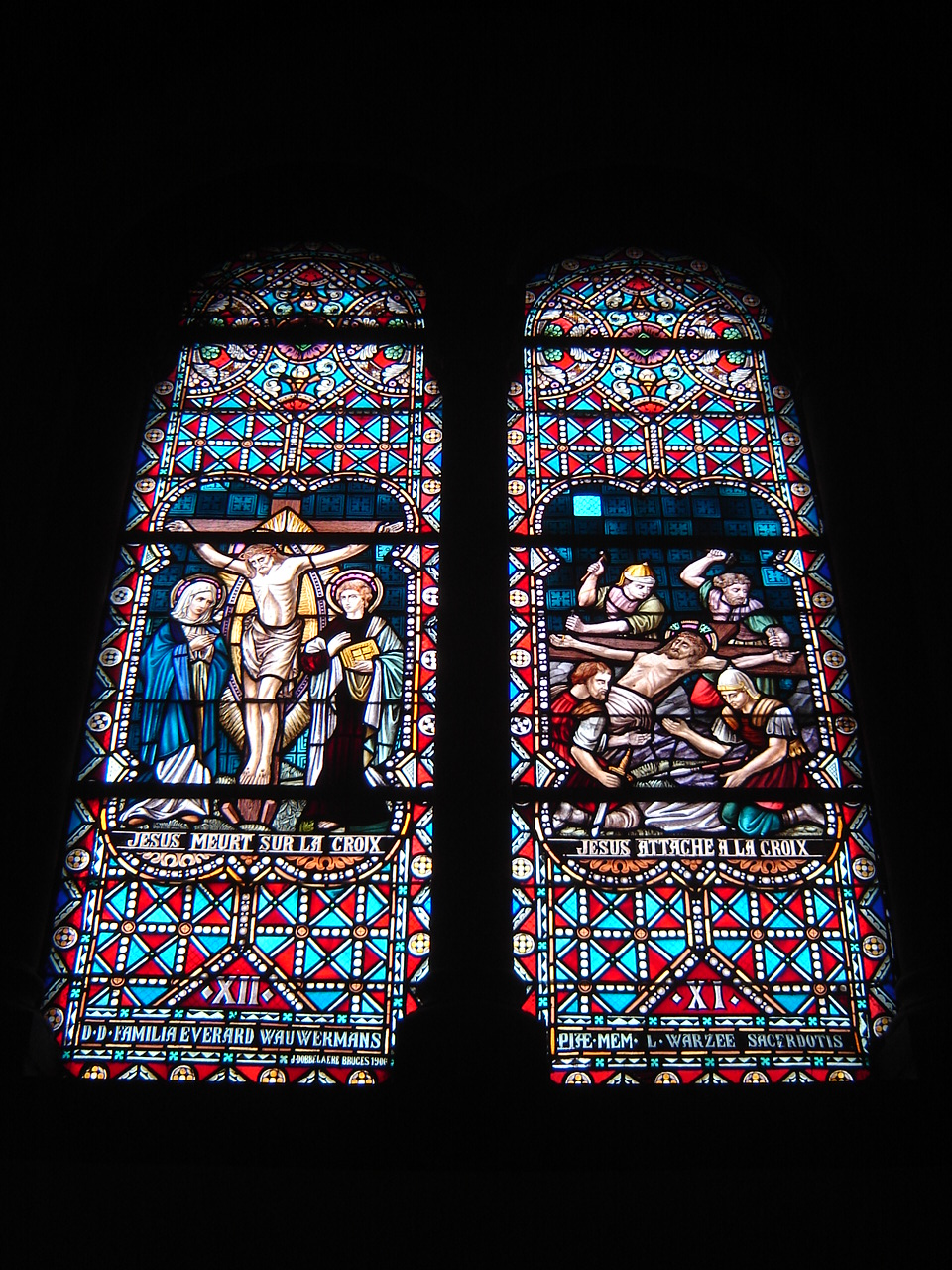
Vitrail.
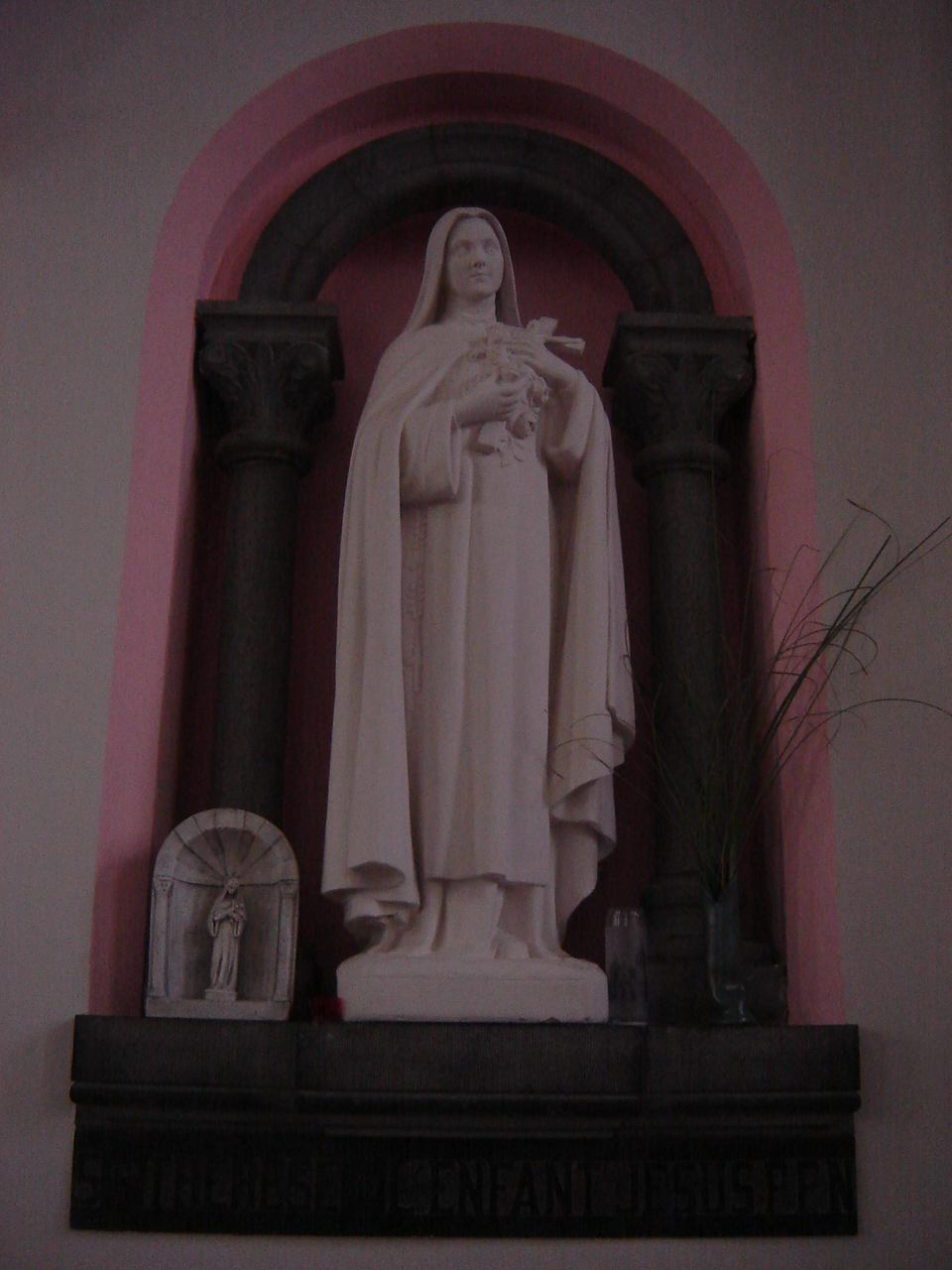
Sainte Thérèse de Lisieux.